# Canthon brunneus
Canthon brunneus är en skalbaggsart som beskrevs av Schmidt 1922. Canthon brunneus ingår i släktet Canthon och familjen bladhorningar. Inga underarter finns listade.